# Altona-Lübecker Chaussee

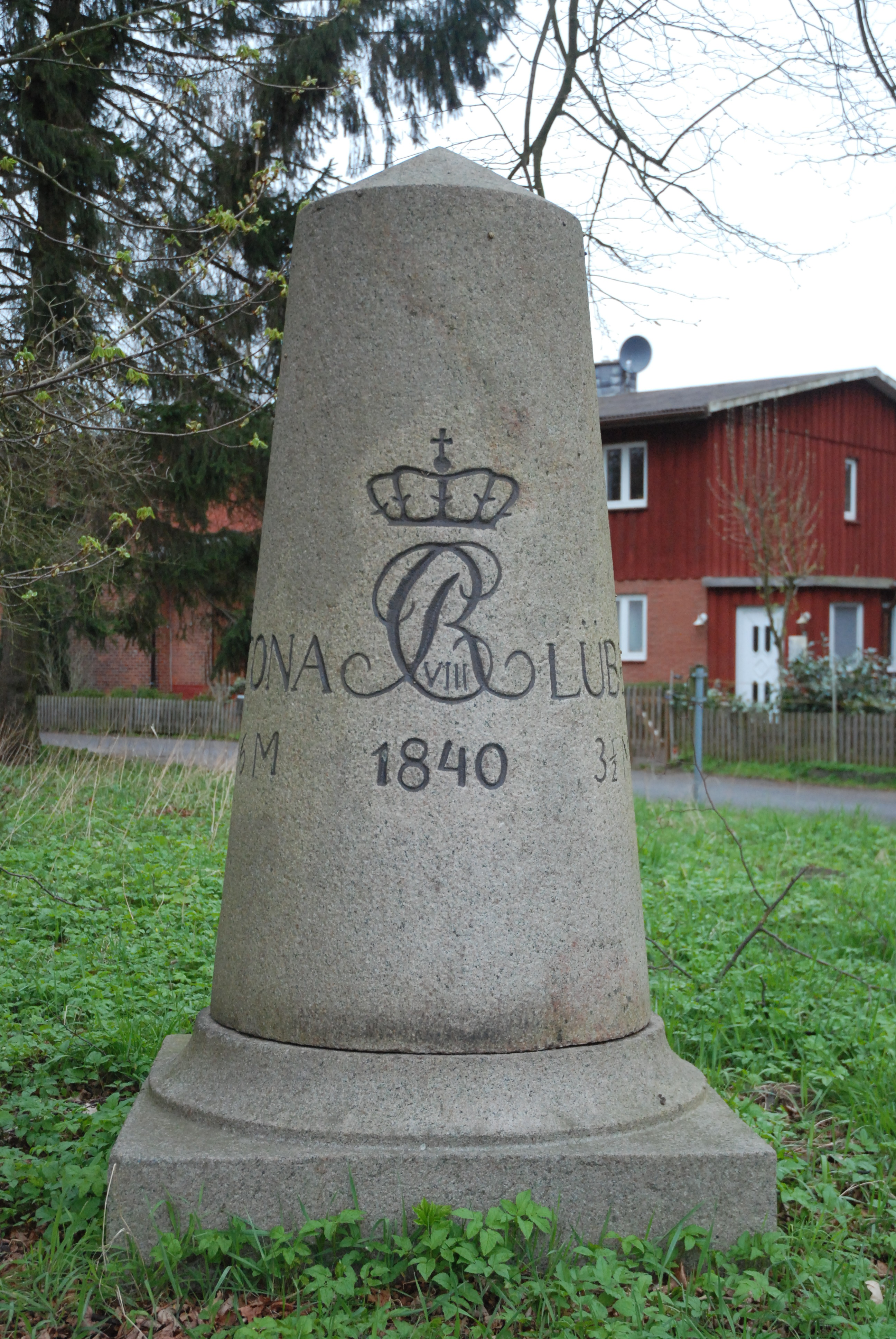
Meilenstein der Altona-Lübecker Chaussee in Blumendorf bei Bad Oldesloe

Die Altona-Lübecker Chaussee war eine Chaussee in Schleswig-Holstein und führte über Schnelsen, Heidkrug, Elmenhorst, Bad Oldesloe und Reinfeld nach Lübeck.

## Geschichte

### Geschichte ab 1840
Die ca. 72 km lange Landstraße wurde zwischen 1840 und 1843 vom damaligen König Christian VIII. erbaut. Sie zweigte in Schnelsen von der Altona-Kieler Chaussee ab. Ebenfalls 1843 wurde die Hamburg-Lübecker Chaussee eröffnet, die über Wandsbek und Ahrensburg führte und bei Elmenhorst in die Altona-Lübecker Chaussee einmündete. 1845 folgte die Altona-Neustädter Chaussee, die bei Kayhude von der Lübecker Linie abzweigt und nordwärts über Bad Segeberg nach Neustadt in Holstein führt.

### Heute
Dem Verlauf der Altona-Lübecker Chaussee folgen heute:
- die B 432 von Schnelsen bis zum Abzweig der B 75 in Kayhude
- die B 75 von Kayhude bis Lübeck

## Meilensteine
Die Meilensteine an der Chaussee sind Kegelstümpfe. Die Vollmeilensteine (V) tragen jeweils an der Vorderseite ein eingraviertes Königsmonogramm und darunter die Jahreszahl 1840. Die Halbmeilensteine (H) tragen unter der Jahreszahl zudem jeweils die Entfernungsangabe „1⁄2 M“, die Vollmeilensteine tragen jeweils links und rechts die Entfernungsangabe nach Altona bzw. Lübeck.